# Chilenische Antarktisexpedition
Als Chilenische Antarktisexpedition (ChilAE) sind offiziell folgende Forschungsreisen in die Antarktis betitelt, die in erster Linie zur Errichtung und Versorgung von Forschungsstationen auf den Südlichen Shetlandinseln und im von Chile beanspruchten Antarktisterritorium unternommen wurden und werden:
- 1. Chilenische Antarktisexpedition (1946–1947) unter Federico Guesalaga Toro mit den Schiffen Iquique und Angamos: Errichtung der Arturo-Prat-Station auf Greenwich Island
- 2. Chilenische Antarktisexpedition (1947–1948) unter Ernesto González Navarrete mit den Schiffen Covadonga und Rancagua: Errichtung der Bernardo-O’Higgins-Station auf der Schmidt-Halbinsel
- 3. Chilenische Antarktisexpedition (1948–1949) unter Leopoldo Fontaine Nakin mit den Schiffen Covadonga, Maipo und Lautaro
- 4. Chilenische Antarktisexpedition (1949–1950) unter Alfredo Natho Davidson mit den Schiffen Iquique, Maipo und Lientur: Errichtung der Kupfermine Cove Refugio
- 5. Chilenische Antarktisexpedition (1950–1951) unter Diego Munita Whittaker mit den Schiffen Angamos, Lientur und Lautaro: Eröffnung der González-Videla-Antarktis-Station
- 6. Chilenische Antarktisexpedition (1951–1952) unter Fernando Tisné Brousse mit den Schiffen Angamos, Lientur und Leucotón
- 7. Chilenische Antarktisexpedition (1952–1953) unter Alberto Kahn Wiegand mit den Schiffen Iquique, Maipo, Lientur und Leucotón: Errichtung der Station Yankee Bay Refugio
- 8. Chilenische Antarktisexpedition (1953–1954) unter Alfredo López Costa mit den Schiffen Rancagua, Lientur, Lautaro und Covadonga
- 9. Chilenische Antarktisexpedition (1954–1955) unter Comodoro Jorge Gándara Bofill mit den Schiffen Covadonga, Maipo, Leucotón und Lautaro: Errichtung der Station Presidente Pedro Aguirre Cerda
- 10. Chilenische Antarktisexpedition (1955–1956) unter Alfredo Martín Díaz mit den Schiffen Baquedano, Rancagua, Lientur und Leucotón: Errichtung der Station Cabo Gutiérrez Varas Refugio
- 11. Chilenische Antarktisexpedition (1956–1957) unter Alejandro Navarrete Torres mit den Schiffen Rancagua, Angamos, Lientur und Lautaro: Errichtung der Station Luis Risopatrón Refugio
- 12. Chilenische Antarktisexpedition (1957–1958) unter Gustavo Cruz Cáceres mit den Schiffen Rancagua, Lientur, Lautaro und Angamos
- 13. Chilenische Antarktisexpedition (1958–1959) unter Ramón Barros González mit den Schiffen Maipo, Lientur und Lautaro
- 14. Chilenische Antarktisexpedition (1959–1960) unter Hugo Tirado Barros mit den Schiffen Piloto Pardo und Leucotón
- 15. Chilenische Antarktisexpedition (1960–1961) unter Pedro Jorquera Goicolea mit den Schiffen Piloto Pardo, Lientur und Yelcho
- 16. Chilenische Antarktisexpedition (1961–1962) unter Victor Wilson Amenábar mit den Schiffen Piloto Pardo, Lautaro, Lientur und Yelcho: Errichtung der Stationen Piloto Pardo Refugio und Yelcho Refugio
- 17. Chilenische Antarktisexpedition (1962–1963) unter Eugenio Court Echeverría mit den Schiffen Piloto Pardo, Lientur, Yelcho und Angamos: Errichtung der Station Guesalaga Refugio
- 18. Chilenische Antarktisexpedition (1963–1964) unter Federico Barraza Pizarro mit den Schiffen Piloto Pardo, Angamos, Yelcho und Lientur
- 19. Chilenische Antarktisexpedition (1964–1965) unter Augusto Geiger Stahr mit den Schiffen Piloto Pardo, Covadonga und Lientur
- 20. Chilenische Antarktisexpedition (1965–1966) unter Mario Poblete Garcés mit den Schiffen Piloto Pardo, Yelcho und Lientur
- 21. Chilenische Antarktisexpedition (1966–1967) unter Arturo Ricke-Schwerter mit den Schiffen Piloto Pardo und Lientur
- 22. Chilenische Antarktisexpedition (1967–1968) unter Boris Kopaitic O’Neill mit den Schiffen Piloto Pardo, Yelcho und Lientur
- 23. Chilenische Antarktisexpedition (1968–1969) unter Jorge Paredes Wetzer mit den Schiffen Piloto Pardo, Yelcho und Aquiles
- 24. Chilenische Antarktisexpedition (1969–1970) unter Ernesto Joubet Ojeda mit den Schiffen Piloto Pardo und Yelcho
- 25. Chilenische Antarktisexpedition (1970–1971) unter Carlos Borrowman Sanhueza mit den Schiffen Piloto Pardo und Yelcho
- 26. Chilenische Antarktisexpedition (1971–1972) unter Ladislao D’Hainaut Fuenzalida mit den Schiffen Piloto Pardo und Yelcho
- 27. Chilenische Antarktisexpedition (1972–1973) unter Jorge Le May Délano mit den Schiffen Piloto Pardo, Yelcho und Lientur: Errichtung der Station Spring Refugio
- 28. Chilenische Antarktisexpedition (1973–1974) mit den Schiffen Piloto Pardo und Yelcho
- 29. Chilenische Antarktisexpedition (1974–1975) mit den Schiffen Piloto Pardo und Yelcho
- 30. Chilenische Antarktisexpedition (1975–1976) mit den Schiffen Piloto Pardo, Yelcho und Beagle
- 31. Chilenische Antarktisexpedition (1976–1977) mit den Schiffen Piloto Pardo, Yelcho, Lientur, Hemmerdinger und Aquiles
- 32. Chilenische Antarktisexpedition (1977–1978) mit den Schiffen Piloto Pardo, Yelcho und Lientur
- 33. Chilenische Antarktisexpedition (1978–1979) mit den Schiffen Aquiles und Yelcho
- 34. Chilenische Antarktisexpedition (1979–1980) mit den Schiffen Piloto Pardo und Yelcho sowie dem U-Boot Simpson: Errichtung der Station Teniente Rodolfo Marsh
- 35. Chilenische Antarktisexpedition (1980–1981) mit den Schiffen Piloto Pardo, Yelcho, Aquiles, Beagle, Itzumi und Tocopilla
- 36. Chilenische Antarktisexpedition (1981–1982) mit den Schiffen Piloto Pardo, Capitán Luis Alcázar und Yelcho
- 37. Chilenische Antarktisexpedition (1982–1983) mit den Schiffen Piloto Pardo, Capitán Luis Alcázar und Yelcho: Errichtung der Station Ardley Refugio
- 38. Chilenische Antarktisexpedition (1983–1984) mit den Schiffen Piloto Pardo, Capitán Luis Alcázar, Maipo und Lientur
- 39. Chilenische Antarktisexpedition (1984–1985) mit den Schiffen Piloto Pardo, Yelcho, Rancagua und Capitán Luis Alcázar: Übernahme der britischen Station auf Adelaide Island und Umbenennung in Station Teniente Carvajal
- 40. Chilenische Antarktisexpedition (1985–1986) mit den Schiffen Piloto Pardo, Yelcho, Rancagua und Capitán Luis Alcázar
- 41. Chilenische Antarktisexpedition (1986–1987) mit den Schiffen Piloto Pardo, Yelcho, Rancagua und Capitán Luis Alcázar
- 42. Chilenische Antarktisexpedition (1987–1988) mit den Schiffen Piloto Pardo, Yelcho und Capitán Luis Alcázar
- 43. Chilenische Antarktisexpedition (1988–1989) mit den Schiffen Piloto Pardo, Yelcho und Capitán Luis Alcázar
- 44. Chilenische Antarktisexpedition (1989–1990) unter Enrique Casselli Ramos mit den Schiffen Piloto Pardo, Yelcho und Capitán Luis Alcázar
- 45. Chilenische Antarktisexpedition (1990–1991) unter Jorge Vergara Dakic mit den Schiffen Piloto Pardo, Yelcho, Capitán Luis Alcazar, Aquiles II und Galvarino
- 46. Chilenische Antarktisexpedition (1991–1992) unter Onofre Torres Colvin mit den Schiffen Piloto Pardo, Yelcho, Galvarino, Capitán Luis Alcázar, Aquiles II und Lautaro
- 47. Chilenische Antarktisexpedition (1992–1993) unter Jaime Urdangarín Romero mit den Schiffen Piloto Pardo, Yelcho, Galvarino, Lautaro, Aquiles II und Quellón
- 48. Chilenische Antarktisexpedition (1993–1994) mit den Schiffen Piloto Pardo, Yelcho, Janequeo, Galvarino und Capitán Luis Alcázar
- 49. Chilenische Antarktisexpedition (1994–1995) mit den Schiffen Piloto Pardo, Galvarino, Lautaro und Contramaestre Micalvi
- 50. Chilenische Antarktisexpedition (1995–1996) mit den Schiffen Almirante Óscar Viel, Galvarino, Vidal Gormaz und Aspirante Isaza
- 51. Chilenische Antarktisexpedition (1996–1997) mit den Schiffen Almirante Óscar Viel, Aspirante Isaza, Galvarino und Lautaro
- 52. Chilenische Antarktisexpedition (1997–1998) mit den Schiffen Almirante Óscar Viel, Aspirante Isaza, Galvarino und Lautaro: Übernahme der britischen Base V und Umbenennung in Station General Jorge Boonen Rivera
- 52. Chilenische Antarktisexpedition (1998–1999) mit den Schiffen Almirante Óscar Viel, Lautaro, Galvarino, Contramaestre Micalvi und Aspirante Isaza: Der Geologe Eduardo García Soto stirbt am 28. Januar 1999 bei einem Sturz in eine Gletscherspalte des Fuchs-Piedmont-Gletschers.
- 53. Chilenische Antarktisexpedition (1999–2000) mit den Schiffen Almirante Óscar Viel, Lautaro und Leucotón

Die jährlichen Expeditionen wurden nach 2000 fortgesetzt. Die dabei eingesetzten Schiffe waren vorwiegend der Eisbrecher Almirante Óscar Viel (AP-46), die Patrouillenboote Contramaestre Micalvi (PSG-71) und Aspirante Isaza (PSG-73) und die Hochseeschlepper Lautaro (ATF-67) und Galvarino (ATF-66).